# Hilda Petrie
Hilda Mary Isabel Petrie, née Urlin (Dublin, 8 juin 1871-Londres, 23 novembre 1956) est une archéologue britannique, épouse de William Matthew Flinders Petrie.

## Biographie

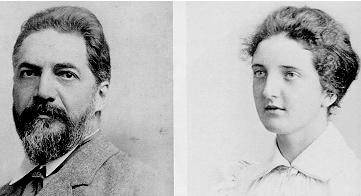
Flinders Petrie et Hilda Urlin en 1897

Secrétaire de la British School of Archaeology d'Égypte, elle accompagne et assiste son mari dans de nombreuses fouilles et en dirige certaines en propre ; elle établit un grand nombre de relevés et d'illustrations. Assumant l'administration des équipes de recherches au Sinaï et en Palestine, elle s'occupe, après la mort de son mari, de la publication des manuscrits dont le Ceremonial Slate Plates en 1953.
Elle a en outre été responsable du Service des antiquités du Soudan à Khartoum pour la Petrie Library.
Elle est amie avec l'archéologue Grace Mary Crowfoot.

## Travaux
- Egyptian hieroglyphs of the First and Second Dynasties, 1927
- Side Notes on the Bible from Flinders Petrie's Discoveries, 1933
- Seven Memphite tomb chapels, 1952